# Kebon Agung (Imogiri)
Kebon Agung is een bestuurslaag in het regentschap Bantul van de provincie Jogjakarta, Indonesië. Kebon Agung telt 3424 inwoners (volkstelling 2010).